# هايوارد
هايوارد (بالإنجليزية: Hayward)‏ هي مدينة في مقاطعة سوير، ويسكونسن في الولايات المتحدة، وتقع إلى جوار نهر ناميكاغون. بلغ عدد السكان 2,129 حسب تعداد عام 2000. وتحيط بالمدينة بلدة هايوارد.

## التركيبة السكانية
قام مكتب تعداد الولايات المتحدة بتحديد بيانات التركيبة السكانية لهايواردفي تعداد الولايات المتحدة. في ما يلي، التركيبة السكانية حسب تعدادي 2000 و2010.

### تعداد عام 2000
بلغ عدد سكان هايوارد 2,129 نسمة بحسب تعداد عام 2000، وبلغ عدد الأسر 960 أسرة وعدد العائلات 530 عائلة مقيمة في المدينة. في حين سجلت الكثافة السكانية 717.2 نسمة لكل ميل مربع (276.9/كم2). وبلغ عدد الوحدات السكنية 1,064 وحدة بمتوسط كثافة قدره 358.4 نسمة لكل ميل مربع (138.4/كم2).
وتوزع التركيب العرقي للمدينة بنسبة 89.62% من البيض و 8.08% من الأمريكيين الأصليين و 0.66% من الأمريكيين ذوي الأصول الآسيوية و 0.14% من الأمريكيين الأفارقة و 0.94% من عرقين مختلطين أو أكثر.
بلغ عدد الأسر 960 أسرة كانت نسبة 26.8% منها لديها أطفال تحت سن الثامنة عشر تعيش معهم، وبلغت نسبة الأزواج القاطنين مع بعضهم البعض 38.2% من أصل المجموع الكلي للأسر، ونسبة 13.9% من الأسر كان لديها معيلات من الإناث دون وجود شريك، وكانت نسبة 44.8% من غير العائلات. تألفت نسبة 39.8% من أصل جميع الأسر من أفراد ونسبة 19.1% كانوا يعيش معهم شخص وحيد يبلغ من العمر 65 عاماً فما فوق. وبلغ متوسط حجم الأسرة المعيشية 2.78، أما متوسط حجم العائلات فبلغ 2.09.
بلغ العمر الوسطي للسكان 40 عاماً. وكانت نسبة 22.6% من القاطنين تحت سن الثامنة عشر، وكانت نسبة 8.7% بين الثامنة عشرة والأربعة وعشرين عاماً، ونسبة 25.5% كانت واقعةً في الفئة العمرية ما بين الخامسة والعشرين والأربعة وأربعين عاماً، ونسبة 20.9% كانت ما بين الخامسة والأربعين والرابعة والستين، ونسبة 22.4% كانت ضمن فئة الخامسة والستين عاماً فما فوق. يوجد لكل 100 أنثى 88.2 ذكر، ويوجد لكل 100 أنثى في الثامنة عشر من عمرها فما فوق 81.9 ذكر.
بلغ متوسط دخل الأسرة في المدينة 28,421 دولار، أما متوسط دخل العائلة فبلغ 36,287 دولار. وكان متوسط دخل الذكور 30,174 دولار مقابل 20,769 دولار للإناث. وسجل دخل الفرد الخاص بالمدينة 16,658 دولار. وكانت نسبة 10.6% من العائلات ونسبة 14.5% من السكان تحت خط الفقر، وكان من هؤلاء نسبة 19.5% تحت سن الثامنة عشر ونسبة 7.1% في الخامسة والستين من العمر وما فوق.

### تعداد عام 2010
بلغ عدد سكان هايوارد 2,318 نسمة بحسب تعداد عام 2010، وبلغ عدد الأسر 1,048 أسرة وعدد العائلات 550 عائلة مقيمة في المدينة. في حين سجلت الكثافة السكانية 740.6 نسمة لكل ميل مربع (285.9/كم2). وبلغ عدد الوحدات السكنية 1,227 وحدة بمتوسط كثافة قدره 392.0 لكل ميل مربع (151.4/كم2).
وتوزع التركيب العرقي للمدينة بنسبة 83.3% من البيض و 11.8% من الأمريكيين الأصليين و 0.9% من الأمريكيين ذوي الأصول الآسيوية و 0.4% من الأمريكيين الأفارقة و 3.2% من عرقين مختلطين أو أكثر.
بلغ عدد الأسر 1,048 أسرة كانت نسبة 27.6% منها لديها أطفال تحت سن الثامنة عشر تعيش معهم، وبلغت نسبة الأزواج القاطنين مع بعضهم البعض 32.5% من أصل المجموع الكلي للأسر، ونسبة 14.0% من الأسر كان لديها معيلات من الإناث دون وجود شريك، بينما كانت نسبة 5.9% من الأسر لديها معيلون من الذكور دون وجود شريكة وكانت نسبة 47.5% من غير العائلات. وبلغ متوسط حجم الأسرة المعيشية 2.80، أما متوسط حجم العائلات فبلغ 2.10.
بلغ العمر الوسطي للسكان 39.8 عاماً. وكانت نسبة 23.7% من القاطنين تحت سن الثامنة عشر، وكانت نسبة 8.5% بين الثامنة عشرة والأربعة وعشرين عاماً، ونسبة 23.6% كانت واقعةً في الفئة العمرية ما بين الخامسة والعشرين والأربعة وأربعين عاماً، ونسبة 23.5% كانت ما بين الخامسة والأربعين والرابعة والستين، ونسبة 20.8% كانت ضمن فئة الخامسة والستين عاماً فما فوق. وتوزع التركيب الجنسي للسكان بنسبة 47.5% ذكور و52.5% إناث.

## التاريخ
سميت المدينة على رجل يدعى أنطوني جادسن هايوارد، والذي كان قد بنى منشرة هناك.